# Abborrtjärnarna (Jokkmokks socken, Lappland, 741395-164838)
Abborrtjärnarna är en sjö i Jokkmokks kommun i Lappland och ingår i Luleälvens huvudavrinningsområde.